# Atyriodes lugens
Atyriodes lugens är en fjärilsart som beskrevs av Louis Beethoven Prout 1920. Atyriodes lugens ingår i släktet Atyriodes och familjen mätare. Inga underarter finns listade i Catalogue of Life.